# انرژی بادی اشتراکی

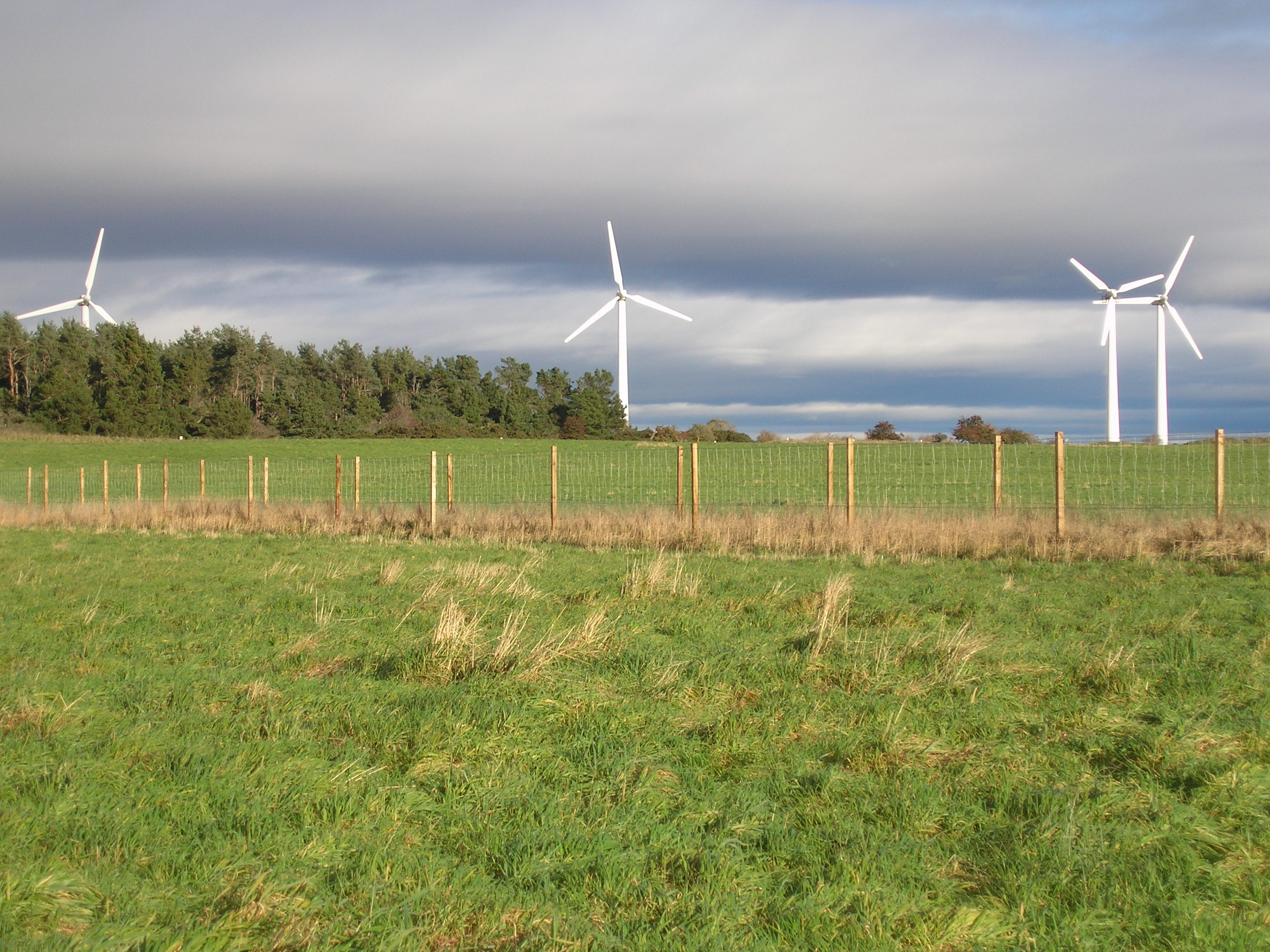
توربین‌های بادی در دهکده سازگار با محیط زیست فایندهورن، این جامعه را به صادرکننده خالص برق تبدیل می‌کند.

پروژه‌های انرژی بادی اشتراکی، پروژه‌هایی هستند که مالکیت آن‌ها به‌صورت محلی و عمدتاً در اختیار کشاورزان، سرمایه‌گذاران، کسب‌وکارها، مدارس، شرکت‌های خدمات‌رسان (مانند شرکت‌های برق) یا سایر نهادهای عمومی و خصوصی قرار دارد. این پروژه‌ها با بهره‌گیری از انرژی باد، در راستای پشتیبانی از نیازهای انرژی جامعه محلی و کاهش هزینه‌های انرژی آن‌ها طراحی و اجرا می‌شوند. ویژگی اصلی و تمایزگر این نوع پروژه‌ها، مشارکت مستقیم و قابل توجه اعضای جامعه محلی در مالکیت و منافع مالی پروژه است؛ مشارکتی که فراتر از صرف دریافت اجاره زمین یا درآمدهای مالیاتی حاصل از پروژه می‌باشد. به بیان دیگر، افراد محلی در سودآوری پروژه به‌طور واقعی سهیم هستند. پروژه‌های انرژی بادی اشتراکی می‌توانند به‌منظور تأمین برق مورد نیاز در محل مورد استفاده قرار گیرند، یا در قالب تولید برق عمده برای فروش به شبکه توزیع برق به کار روند. در اغلب موارد، این پروژه‌ها در مقیاس تجاری و با ظرفیت تولیدی بیش از ۱۰۰ کیلووات اجرا می‌شوند. این نوع مدل انرژی، ضمن تقویت استقلال انرژی در سطح محلی، امکان بهره‌برداری از منابع تجدیدپذیر را در قالبی مشارکتی، پایدار و اقتصادی برای جوامع فراهم می‌سازد.

## سیاست‌ها، مسائل و قوانین
در سال ۱۹۹۲، اعتبار مالیاتی تولید انرژی‌های تجدیدپذیر (PTC) به میزان ۲٫۱ سنت به ازای هر کیلووات‌ساعت ایجاد شد. در فوریه ۲۰۰۹، کنگره ایالات متحده با تصویب «قانون بهبود و سرمایه‌گذاری مجدد آمریکا»، این اعتبار مالیاتی را به مدت سه سال دیگر تمدید کرد و تاریخ انقضای آن را تا ۳۱ دسامبر ۲۰۱۲ افزایش داد. پروژه‌های بادی‌ای که تا سال‌های ۲۰۰۹ و ۲۰۱۰ راه‌اندازی شده بودند، می‌توانستند به‌جای استفاده از PTC، از اعتبار مالیاتی سرمایه‌گذاری به میزان ۳۰ درصد بهره‌مند شوند. همچنین، این اعتبار ۳۰ درصدی برای پروژه‌هایی که پیش از پایان سال ۲۰۱۳ به بهره‌برداری می‌رسیدند و عملیات ساخت آن‌ها تا پیش از پایان سال ۲۰۱۰ به پایان می‌رسید، قابل استفاده بود. مزارع بادی کوچک‌تر (با ظرفیت ۱۰۰ کیلووات یا کمتر) نیز می‌توانستند اعتباری برابر با ۳۰ درصد هزینه نصب سامانه را دریافت کنند. اعتبار مالیاتی سرمایه‌گذاری (ITC) از طریق قانون تثبیت اقتصادی اضطراری ۲۰۰۸ به قانون تبدیل شد و برای تجهیزات نصب‌شده از ۳ اکتبر ۲۰۰۸ تا ۳۱ دسامبر ۲۰۱۶ در دسترس قرار گرفت. به موجب «قانون بهبود و سرمایه‌گذاری مجدد آمریکا» در سال ۲۰۰۹، سقف این اعتبار نیز حذف شد و استفاده از آن بدون محدودیت مبلغ امکان‌پذیر گردید.
برای تضمین جایگاه آینده انرژی بادی در بازار انرژی، استاندارد برق تجدیدپذیر به‌عنوان یک سیاست راهبردی مطرح شده است. در این سیاست، از سازوکارهای بازار استفاده می‌شود تا به‌صورت تدریجی و الزامی، درصد فزاینده‌ای از برق تولیدی کشور از منابع تجدیدپذیر – از جمله انرژی بادی – تأمین گردد.
استاندارد RES در حال حاضر در سطح ملی ایالات متحده اجرا نمی‌شود، اما در ۲۸ ایالت این کشور به‌طور رسمی به اجرا درآمده است. یکی از نمونه‌های برجسته در این زمینه، طرح «انرژی نو برای آمریکا» است که در دوره ریاست‌جمهوری اوباما و معاون اولی بایدن ارائه شد. این طرح اهداف مشخصی را برای آینده تعیین کرده بود؛ از جمله رساندن سهم انرژی‌های تجدیدپذیر در تولید برق به ۱۰ درصد تا سال ۲۰۱۲.
چنین سیاست‌هایی نقش مهمی در هدایت بازار انرژی به‌سوی منابع پاک، کاهش وابستگی به سوخت‌های فسیلی، و توسعه فناوری‌های نوین در حوزه انرژی‌های تجدیدپذیر ایفا می‌کنند.
یکی از مسائل فوری و مهم در زمینه توسعه انرژی‌های تجدیدپذیر، نبود یک شبکه انتقال برق بین‌ایالتی مدرن و کارآمد است که بتواند برق بدون کربن را به‌صورت گسترده و پایدار به مصرف‌کنندگان منتقل کند. در حال حاضر، ایالات متحده فاقد چنین زیرساخت یکپارچه‌ای برای انتقال برق پاک در مقیاس ملی است.
در این راستا، مجلس سنای آمریکا و کمیته منابع طبیعی در تاریخ ۱۷ ژوئن ۲۰۰۹ لایحه‌ای مربوط به توسعه شبکه انتقال برق و موضوعات اقلیمی را از کمیته خارج کردند. انتظار می‌رفت که این لایحه ترکیبی – که به انرژی و تغییرات اقلیمی اختصاص دارد – در پاییز همان سال به‌صورت کامل در صحن سنا مورد بررسی قرار گیرد.
در مجلس نمایندگان آمریکا نیز، کمیته انرژی و بازرگانی در تاریخ ۲۱ مه ۲۰۱۰، یک لایحه جامع در حوزه انرژی و اقلیم را به تصویب رساند. این اقدامات بخشی از تلاش‌های قانون‌گذاران ایالات متحده برای مدرن‌سازی زیرساخت‌های انرژی، تسهیل انتقال برق تجدیدپذیر، و کاهش انتشار گازهای گلخانه‌ای محسوب می‌شود.
هدف سیاست هوای پاک و تغییرات اقلیمی، تغییر منابع انرژی تولید برق از سوخت‌های فسیلی به منابع انرژی تجدیدپذیر و بدون کربن است. تولید ۲۰ درصد برق ایالات متحده از باد، معادل آب و هوایی حذف ۱۴۰ میلیون خودرو از جاده‌ها خواهد بود. در حال حاضر، کمیته سنای ایالات متحده در امور محیط زیست و کارهای عمومی کنترل این قانون‌گذاری را بر عهده دارد و تا ۲۵ سپتامبر ۲۰۰۹ (۳ مهر ۱۳۸۸) کار بررسی و اصلاح آن را آغاز خواهد کرد.
مجلس نمایندگان «قانون انرژی پاک و امنیت آمریکا» را در ۲۶ ژوئن ۲۰۰۹ (۵ تیر ۱۳۸۸) تصویب کرد. این قانون شامل بندی برای کاهش انتشار دی‌اکسید کربن به میزان ۱۷ درصد کمتر از سطح سال ۲۰۰۵ تا سال ۲۰۲۰ و ۸۳ درصد کمتر از سطح سال ۲۰۰۵ تا سال ۲۰۵۰ است. همچنین، بخشی از سهمیه‌های اعطا شده رایگان را به بهره‌وری انرژی و انرژی‌های تجدیدپذیر اختصاص می‌دهد. با این حال، این سهمیه‌ها به جای اینکه مستقیماً به تولیدکنندگان انرژی تجدیدپذیر برسد، از طریق دولت‌های ایالتی جریان می‌یابد.